# David Pierce (Politiker)
David Pierce, auch David Pierce, Jr., (* 26. März 1786 in Southboro, Massachusetts; † 16. August 1872 in Woodstock, Vermont) war ein US-amerikanischer Anwalt und Politiker, der von 1823 bis 1844 State Auditor von Vermont war.

## Leben
Pierce wurde in Southboro, Massachusetts als Sohn von David und Sarah Pierce geboren. Aufgewachsen ist er in Barnard, Vermont.
Seinen Abschluss machte er im Jahr 1811 am Dartmouth College. Danach arbeitete er von 1811 bis 1812 an der Royalton Vermont Academy in Windsor County, Vermont als Lehrer und studierte zudem Recht bei Charles Marsh. Seine Zulassung zum Anwalt erhielt er im Jahr 1816 und ließ sich in Woodstock, Vermont als Anwalt nieder.
Pierce war an Erfindungen und anderen wissenschaftlichen Beschäftigungen interessiert. Zu den Gegenständen, für die er ein Patent hielt, gehörten ein Gold-Separator und eine Hobelmaschine.
Im Jahr 1823 wurde Pierce, der Mitglied der Whig Party war, zum State Auditor gewählt. Dieses Amt übte er bis zum Jahr 1845 aus.
Pierce wurde im Jahr 1836 zum Richter am Zivilgericht ernannt und dieses Amt hatte er bis zum Jahr 1846 inne.
David Pierce heiratete in erster Ehe am 5. Oktober 1817 Ruth Downer am 5. Oktober 1817. Das Paar hatte zwei Söhne. Nach dem Tod von Ruth Downer Pierce im Jahr 1833 heiratete er in zweiter Ehe Mary S. Gardner (1804–1871). Mit seiner zweiten Frau hatte er noch einen Sohn. Pierce starb in Woodstock am 16. August 1872.